# Rush in Rio
Rush in Rio är ett livealbum av det kanadensiska rock bandet Rush, släppt den 21 oktober, 2003. Albumet består av 3 CD skivor.

## Låtlista
CD ett
1. "Tom Sawyer" - 5:04
2. "Distant Early Warning" - 4:50
3. "New World Man" - 4:04
4. "Roll the Bones" - 6:15
5. "Earthshine" - 5:44
6. "YYZ" - 4:56
7. "The Pass" - 4:52
8. "Bravado" - 6:19
9. "The Big Money" - 6:03
10. "The Trees" - 5:12
11. "Freewill" - 5:48
12. "Closer to the Heart" - 3:04
13. "Natural Science" - 8:34

CD två
1. "One Little Victory" - 5:32
2. "Driven" - 5:22
3. "Ghost Rider" - 5:36
4. "Secret Touch" 7:00
5. "Dreamline" - 5:10
6. "Red Sector A" - 5:16
7. "Leave That Thing Alone" (instrumental) - 4:59
8. "O Baterista" (Instrumental) - 8:54
9. "Resist" - 4:23
10. "2112 Overture/The Temples of Syrinx" - 6:52

CD tre
1. "Limelight" - 4:29
2. "La Villa Strangiato" (instrumental) - 10:05
3. "The Spirit of Radio" - 5:28
4. "By-Tor and the Snow Dog" - 4:35
5. "Cygnus X-1" (instrumental) - 3:12
6. "Working Man" - 5:34
7. "Between Sun & Moon" - 4:51
8. "Vital Signs" - 4:58